# Missões diplomáticas da Nicarágua

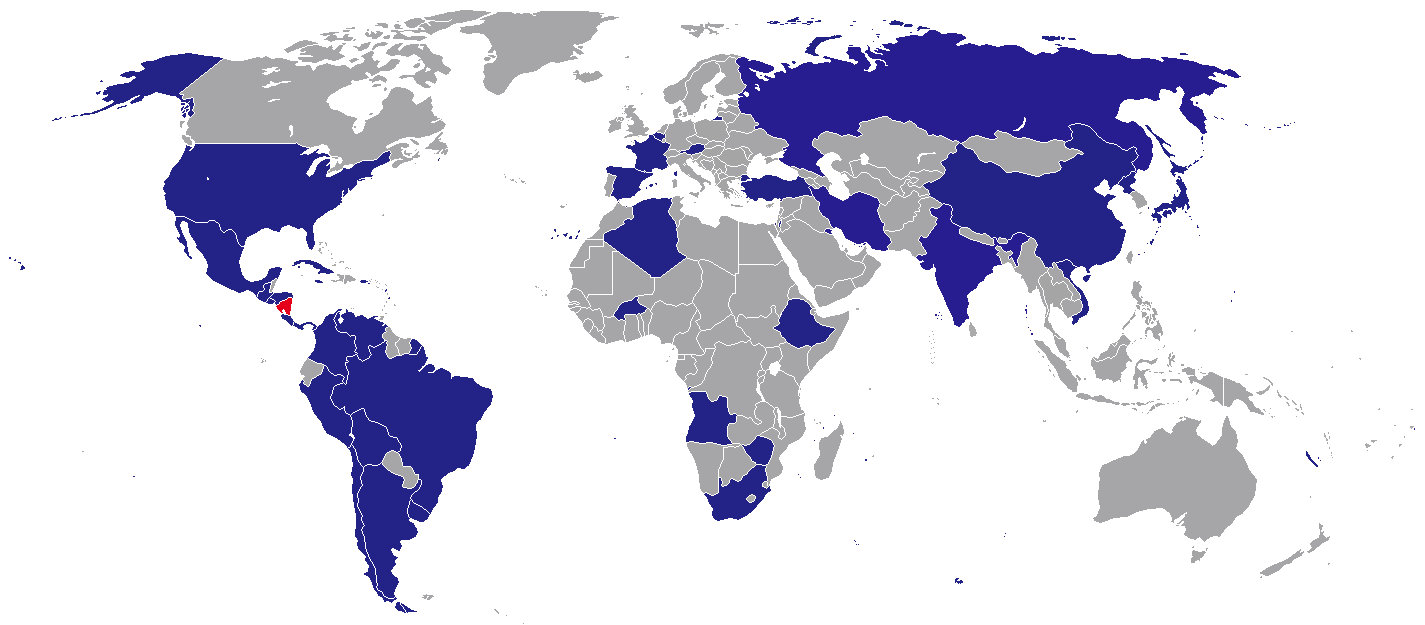
Missões diplomáticas da Nicarágua

Abaixo estão listadas as embaixadas e consulados da Nicarágua:

## África

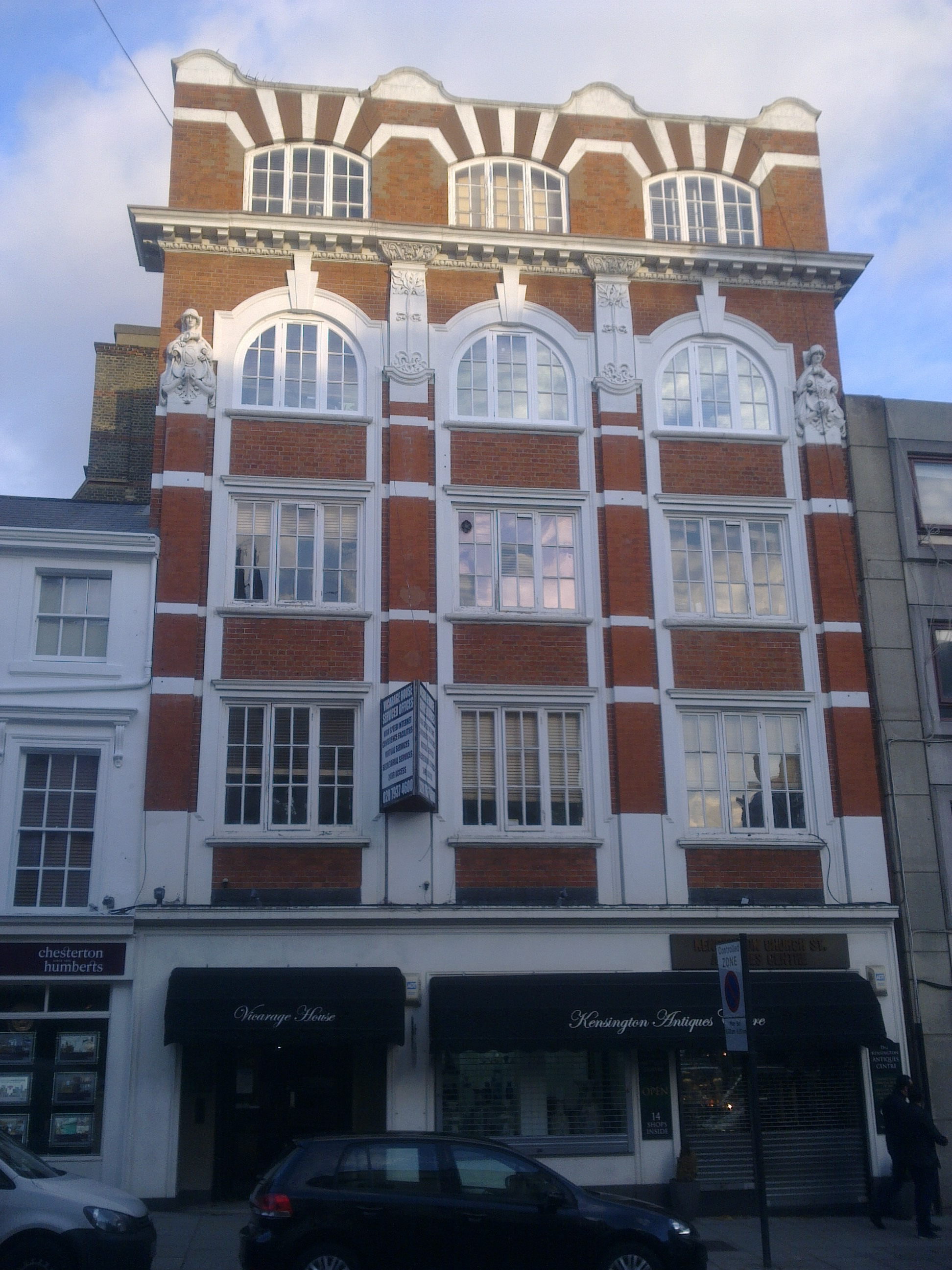
Embaixada da Nicarágua em Londres

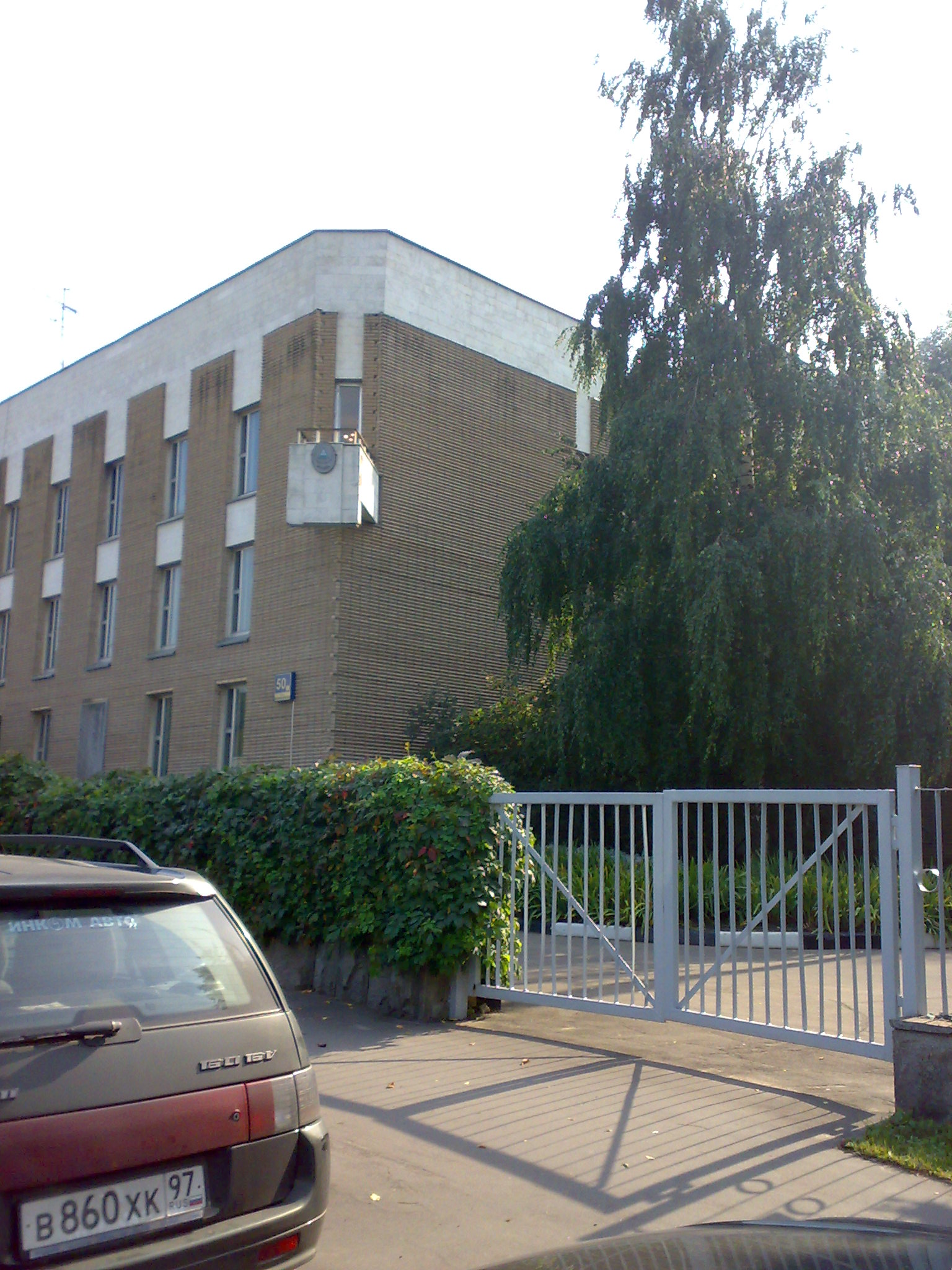
Embaixada da Nicarágua em Moscou

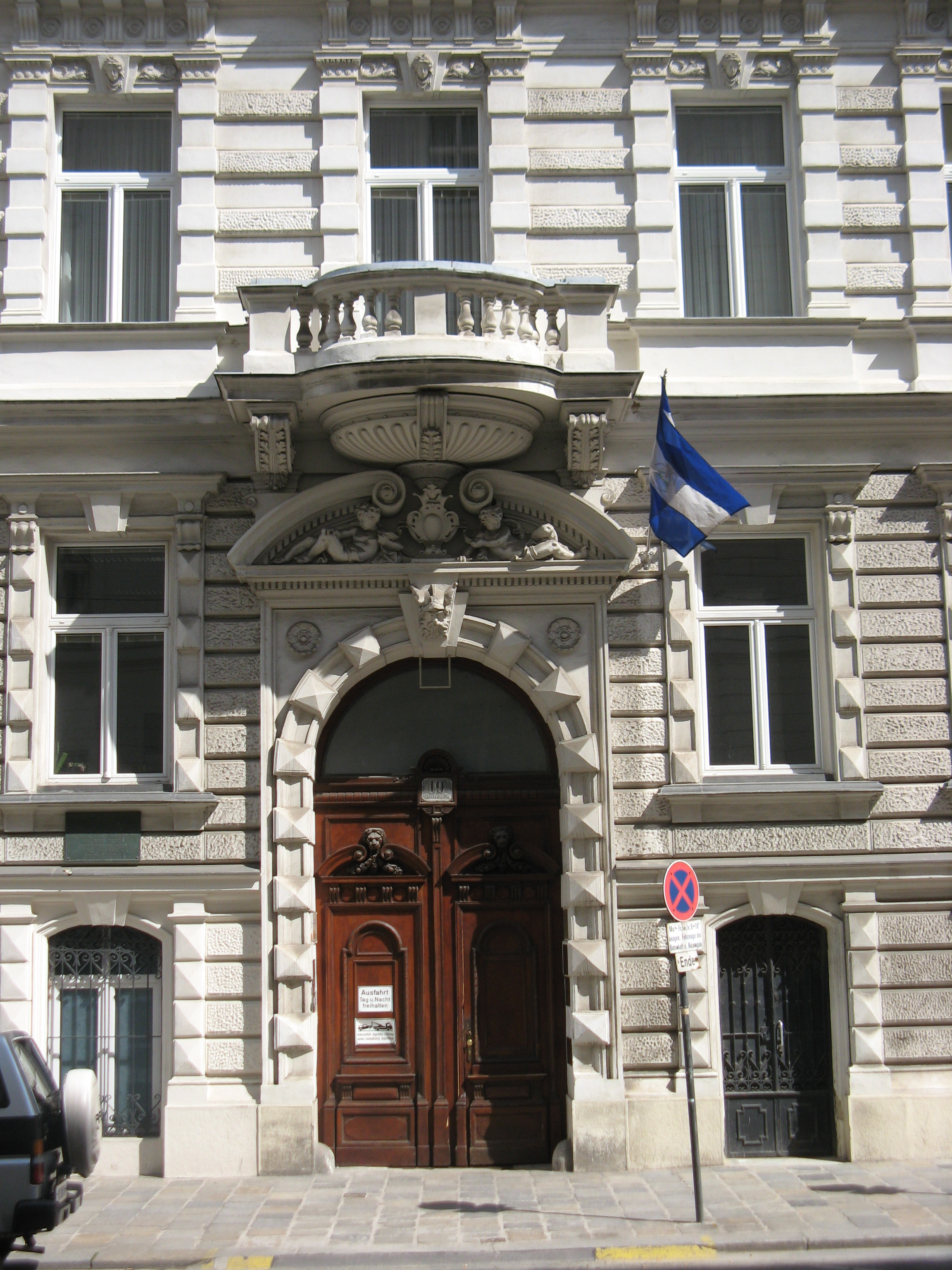
Embaixada da Nicarágua em Viena

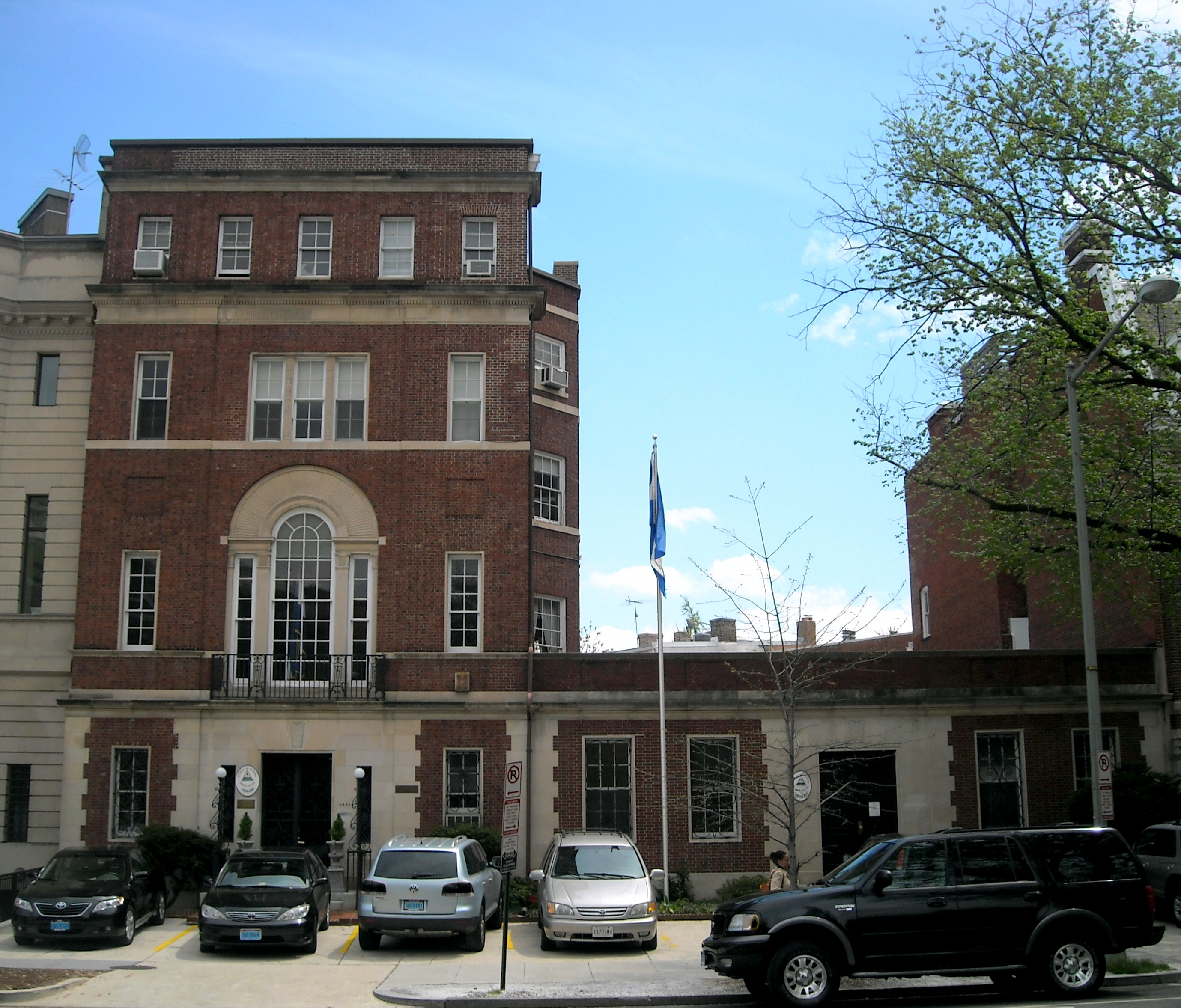
Embaixada da Nicarágua em Washington, D.C.

- Angola
  - Luanda (Embaixada)
- Argélia
  - Argel (Embaixada)
- Etiópia
  - Adis Abeba (Embaixada)

## América
- Argentina
  - Buenos Aires (Embaixada)
- Belize
  - Cidade de Belize (Embaixada)
- Bolívia
  - La Paz (Embaixada)
- Chile
  - Santiago (Embaixada)
- Colômbia
  - Bogotá (Embaixada)
- Costa Rica
  - San José (Embaixada)
  - Cidade Quesada (Consulade-Geral)
  - Puerto Limón (Consulado-Geral)
  - Puerto Viejo de Sarapiqui (Consulado-Geral)
- Cuba
  - Havana (Embaixada)
- El Salvador
  - San Salvador (Embaixada)
- Estados Unidos
  - Washington, D.C. (Embaixada)
  - Houston (Consulado-Geral)
  - Los Angeles (Consulado-Geral)
  - Miami (Consulado-Geral)
  - Nova Iorque (Consulado-Geral)
  - São Francisco (Consulado-Geral)
- Guatemala
  - Cidade da Guatemala (Embaixada)
- Honduras
  - Tegucigalpa (Embaixada)
- Jamaica
  - Kingston (Embaixada)
- México
  - Cidade do México (Embaixada)
  - Tapachula (Consulado)
- Panamá
  - Cidade do Panamá (Embaixada)
- Peru
  - Lima (Embaixada)
- República Dominicana
  - São Domingos (Embaixada)
- Venezuela
  - Caracas (Embaixada)

## Ásia
- China
  - Pequim (Embaixada)
- Índia
  - Nova Deli (Embaixada)
- Irão
  - Teerã (Embaixada)
- Japão
  - Tóquio (Embaixada)
- Kuwait
  - Cidade do Kuwait (Embaixada)

## Europa
- Alemanha
  - Berlim (Embaixada)
- Áustria
  - Viena (Embaixada)
- Bélgica
  - Bruxelas (Embaixada)
- Espanha
  - Madri (Embaixada)
- Finlândia
  - Helsínquia (Embaixada)
- França
  - Paris (Embaixada)
- Itália
  - Roma (Embaixada)
- Reino Unido
  - Londres (Embaixada)
- Rússia
  - Moscou (Embaixada)
- Santa Sé
  - Roma (Embaixada)
- Suécia
  - Estocolmo (Embaixada)

## Organizações multilaterais
- Bruxelas (Missão permanente da Nicarágua ante a União Europeia)
- Genebra (Missão permanente da Nicarágua ante as Nações Unidas)
- Nova Iorque (Missão permanente da Nicarágua ante as Nações Unidas)
- Washington, D.C. (Missão permanente da Nicarágua ante a Organização dos Estados Americanos)